# Scytodes congoanus
Scytodes congoanus là một loài nhện trong họ Scytodidae.
Loài này thuộc chi Scytodes. Scytodes congoanus được Embrik Strand miêu tả năm 1908.